# Håndværk
 Der er for få eller ingen kildehenvisninger i denne artikel, hvilket er et problem. Du kan hjælpe ved at angive troværdige kilder til de påstande, som fremføres i artiklen.

Begrebet håndværk dækker bredt over håndværksfagene, hvis udøvere kaldes håndværkere.
Det er fagområder indenfor fremstilling, byggeri og service (reparationer), der kræver en faglig uddannelse. Under uddannelsen er man lærling, og uddannelsen afsluttes med en svendeprøve, ved hvilken man modtager et svendebrev og kan kalde sig svend. Det foregår i dag i henhold til loven om erhvervsuddannelser.
I gamle dage kunne en svend gå på valsen, dvs. rejse omkring og praktisere sit håndværk, lære nye ting i de nye omgivelser – og så vende hjem og genoptage det vante arbejde.
Inden for flere fag er ejeren af firmaet 'mester', en betegnelse der stammer fra de gamle håndværkerlav.
I nyere tid er mesterlæren erstattet eller suppleret af traditionel skolen, fx på de tekniske skoler, hvor en del af den teoretiske håndværksuddannelse klares.

## Håndværksfag
- Barber
- Billedskærer
- Blokkedrejer
- Blytækker
- Bogbinder
- Bogtrykker
- Bordsmed
- Buemager
- Buntmager
- Bæslingsnedker
- Bødker
- Bådebygger
- Drejer
- Ebenist
- Formskærer
- Færdigmager
- Gartner
- Guitarbygger
- Instrumentbygger
- Kassemager
- Klaverbygger
- Konvolutmager
- Kunstdrejer
- Kunstsnedker
- Kurvemager
- Landmand
- Ligkistesnedker
- Litograf
- Læstemager
- Læsteskærer
- Menneskefutteralmager
- Modist
- Møbelfletter
- Møbelmager
- Møbelpolstrer
- Møbelsnedker
- Møllebygger
- Orgelbygger
- Pianoinstrumentmager
- Pianosnedker
- Pottemager
- Rokkedrejer
- Rivemand
- Sadelmager
- skibssnedker
- Skibstømrer
- Skomager
- Skrædder
- Syerske
- Tagdækker
- Trædrejer
- Træsmed
- Typograf
- Tækkemand
- Urmager
- Violinbygger
- Væver

### Bygge og Anlæg
- Isolatør
- Blikkenslager
- Brolægger
- Elektriker
- Glarmester
- Gulvlægger
- Maler
- Maskinsnedker
- Murer
- Snedker
- Stenhugger
- Struktør
- Tømrer

### Jern og Metal
- Automekaniker
- Motorcykelmekaniker
- Cykelsmed
- Elektronikfagtekniker
- Finmekaniker
- Karrosseritekniker
- Klejnsmed
- Maskinarbejder
- Radio-tv-fagtekniker
- Smed
- Værktøjsmager

### Levnedsmidler
- Bager
- Kok
- Mejerist
- Slagter
- Smørrebrødsjomfru
- Tjener
- Konditor
- Tarmrenser
- Kokkeassistent

### Service
- Frisør
- Kosmetiker
- Tandtekniker

## Gamle håndværksfag
En række håndværksfag er mere eller mindre gået i glemmebogen:
- Ciselør
- Gørtler
- Kandestøber
- Karetmager
- Possementmager
- Rivemand
- Rokkedrejer